# Ramón Campos Doménech
Ramón Campos Doménech (Alicante, 1818 - 16 de diciembre de 1889) fue un abogado y político español, hermano de D. Antonio Campos Doménech y Luis Campos Doménech. Estudió derecho en la Universidad de Valencia y en 1846 fue candidato a las Cortes Españolas, pero no fue elegido. Más suerte tuvo en 1851, cuando fue elegido por el distrito de Villajoyosa, pero su acta fue anulada cuando fue acusado de coacciones. En 1852 fue nombrado concejal de Alicante y en 1854 secretario de la Junta de Gobierno de la Provincia, capitán de la Milicia Nacional y diputado en las Cortes constituyentes por el Partido Progresista.
Él y su hermano Luis serían los impulsores de la construcción del ferrocarril de Alicante a Murcia. Poco a poco, sin embargo, fue escorándose hacia posiciones más conservadoras y en las elecciones de 1876 fue elegido diputado por Alicante del Partido Liberal Conservador, pero en diciembre de 1876 renunció al acta por motivos de salud y fue sustituido por Horacio Moreu y Espinosa. Aquel año fue nombrado decano del Colegio de Abogados de Alicante.